# Hršćevani
Hršćevani – wieś w Chorwacji, w żupanii splicko-dalmatyńskiej, w gminie Podbablje. W 2011 roku liczyła 392 mieszkańców.